# Gökdeniz Karadeniz
Gökdeniz Karadeniz (Giresun, Turquía, 11 de enero de 1980) es un exfutbolista turco. Jugaba de centrocampista y su primer equipo fue el Trabzonspor.

## Biografía
Karadeniz empezó su carrera profesional en el Trabzonspor. En las categorías inferiores del club fue titular indiscutible y eso le lleva al primer equipo, con el que debutó en la temporada 99-00 en la Superliga de Turquía.
En su primera temporada el entrenador utilizaba a Karadeniz como centrocampista defensivo, pero poco a poco se vio que su lugar ideal era el mediocampo ofensivo. Esta posición fue la que ocupó en el terreno de juego en los últimos años y que le valió para marcar más de 50 goles. 
Con el Trabzonspor consiguió en dos ocasiones (2003 y 2004) el título de Copa.
El 11 de marzo de 2008 ficha por el FC Rubín Kazán ruso. Este equipo tuvo que realizar un desembolso de 8,7 millones de euros para poder ficharlo.
Anunció, en mayo de 2018, que ponía fin a su carrera deportiva.

### Selección nacional
Ha sido internacional con la selección de fútbol de Turquía en 50 ocasiones. Su debut como internacional se produjo el 30 de abril de 2003.
Fue convocado por su selección para participar en la Eurocopa de Austria y Suiza de 2008, donde jugó tres partidos.

## Clubes
| Club        | País    | Año       |
| ----------- | ------- | --------- |
| Trabzonspor | Turquía | 1999-2008 |
| Rubin Kazán | Rusia   | 2008-2018 |

## Títulos
- 2 Copas de Turquía (Trabzonspor, 2003 y 2004)